# Jumdżaagijn Cedenbal
Jumdżaagijn Cedenbal, Jumdżagijn Cedenbał (mong. Юмжаагийн Цэдэнбал; ur. 17 września 1916 w Ajmaku uwskim, zm. 20 kwietnia 1991 w Moskwie) – mongolski ekonomista i polityk. Od 1952 niemal nieprzerwanie do 1984 przywódca Mongolskiej Republiki Ludowej. W tym czasie zajmował stanowiska: premiera, lidera Mongolskiej Partii Ludowo-Rewolucyjnej oraz przewodniczącego Prezydium Wielkiego Churału Ludowego. Marszałek Mongolskiej Armii Ludowo-Rewolucyjnej.

## Życiorys
Polityczna kariera Cedenbala rozpoczęła się w 1931 roku od wstąpienia do Mongolskiego Rewolucyjnego Związku Młodzieży. W 1938 roku został członkiem Mongolskiej Partii Ludowo-Rewolucyjnej. W latach 1938–1940 powierzono mu stanowisko prezesa zarządu Mongolskiego Banku Handlowo-Przemysłowego. 8 kwietnia 1940 roku objął stanowisko sekretarza generalnego w partii rządzącej, które sprawował do 1954 roku, jednocześnie 26 stycznia 1952 roku objął stanowisko premiera po zmarłym prostalinowskim marszałku Chorlogijnie Czojbalsanie. Dodatkowo w latach 1941–1945 pełnił obowiązki szefa zarządu politycznego i zastępcy dowódcy Mongolskiej Armii Ludowo-Rewolucyjnej. Prowadził zawziętą politykę czystek i odsuwania swoich rywali politycznych w partii. Cedenbal był jednak pamiętany jako umiarkowany polityk podczas zimnej wojny, o dużo łagodniejszym usposobieniu od Czojbalsana. Stanął po stronie ZSRR w konflikcie dyplomatycznym z Chinami. W 1984 został zmuszony do rezygnacji ze stanowiska sekretarza pod naciskiem ZSRR. W 1990 roku został usunięty z partii.
Ostatnie lata życia spędził na emigracji w Moskwie. Po śmierci jego szczątki zostały sprowadzone do Mongolii, gdzie został pochowany.

## Życie prywatne
Był żonaty z Rosjanką Anastazją Iwanowną Fiłatową (1920–2001). W czasie swoich rządów porównywany był do Chruszczowa Mongolii, gdyż zniósł kult marszałka Czojbalsana.

## Ordery i odznaczenia

### Mongolia
- Bohater Mongolskiej Republiki Ludowej (1966)
- Bohater Pracy Mongolskiej Republiki Ludowej (1961)
- Order Suche Batora (pięciokrotnie)
- Order Czerwonego Sztandaru (dwukrotnie)
- Order Czerwonego Sztandaru Pracy

### Związek Radziecki
- Order Lenina (trzykrotnie)
- Order Rewolucji Październikowej
- Order Kutuzowa I klasy (1945)
- Medal jubileuszowy „W upamiętnieniu 100-lecia urodzin Władimira Iljicza Lenina”
- Medal „Za zwycięstwo nad Niemcami w Wielkiej Wojnie Ojczyźnianej 1941–1945”
- Medal „Za zwycięstwo nad Japonią”
- Medal jubileuszowy „Dwudziestolecia zwycięstwa w Wielkiej Wojnie Ojczyźnianej 1941–1945”
- Medal jubileuszowy „Trzydziestolecia zwycięstwa w Wielkiej Wojnie Ojczyźnianej 1941–1945”
- Medal jubileuszowy „50 lat Sił Zbrojnych ZSRR”
- Medal jubileuszowy „60 lat Sił Zbrojnych ZSRR”

### Pozostałe
- Order Georgi Dimitrowa (Ludowa Republika Bułgarii, dwukrotnie)
- Order Karla Marksa (Niemiecka Republika Demokratyczna)
- Wielka Gwiazda Orderu „Gwiazda Przyjaźni między Narodami” (Niemiecka Republika Demokratyczna)
- Krzyż Wielki Orderu Odrodzenia Polski (Polska Rzeczpospolita Ludowa, 1968)[1]
- Wielka Wstęga Orderu Zasługi Polskiej Rzeczypospolitej Ludowej (Polska Rzeczpospolita Ludowa, 1975)[2]
- Order Gwiazdy Jugosłowiańskiej
- Krzyż Wielki Orderu Lwa Białego (Czechosłowacka Republika Socjalistyczna)
- Order Flagi Narodowej I klasy (Koreańska Republika Ludowo-Demokratyczna)
- Order José Martí (Republika Kuby)
- Order Flagi I klasy (Węgierska Republika Ludowa)

## Upamiętnienie
W 2000 w stolicy kraju, Ułan Bator, stanął jego pomnik. W 2016 uroczyście obchodzono w Mongolii 100. rocznicę urodzin byłego przywódcy.